# Mathias Melloul
Pour les articles homonymes, voir Melloul.
Mathias Melloul , né le 9 février 1990 à Vitry-sur-Seine, est un acteur français.

## Biographie
Mathias Melloul se produit très tôt comme magicien professionnel d'abord à Paris puis à Londres, sans succès. Il revient alors en France et prend des cours de théâtre au cours Florent puis à l'école Périmony.
Il fait ses premiers pas d'acteur dans des publicités et au théâtre. En 2009, il joue le rôle principal de la série Paris d'amis d'Émeric Berco. Un agent le remarque et, en 2010, il joue son premier rôle au cinéma aux côtés de Diane Kruger et de Ludivine Sagnier dans Pieds nus sur les limaces de Fabienne Berthaud,. C'est à la fête de fin de tournage qu'il rencontre Pascal Arnold, le coscénariste du film, et  Jean-Marc Barr. Deux mois plus tard, ils recontactent Mathias et lui donnent à lire le scénario de Chroniques sexuelles d'une famille d'aujourd'hui, avant de lui confier le rôle principal. La même année, il tourne dans Paulette de Jérôme Enrico. Début 2013, il joue le rôle d'un soldat dans L'Oranais, film de Lyes Salem.

## Filmographie

### Cinéma

#### Longs métrages
- 2010 : Pieds nus sur les limaces de Fabienne Berthaud : Laurent
- 2012 : Chroniques sexuelles d'une famille d'aujourd'hui de Jean-Marc Barr et Pascal Arnold : Romain
- 2012 : Paulette de Jérôme Enrico : Jérémy
- 2013 : L'Oranais de Lyes Salem : le soldat français

#### Courts métrages
- 2014 : Bal de famille de Stella Di Tocco : David
- 2015 : Denis et les zombies de Vital Philippot : Mathias
- 2017 : Proches de Laurent Mauvignier : Romain

### Télévision

#### Séries télévisées
- 2009 : Paris d'amis de Émeric Berco : Jérôme
- 2016 : Les Dessous du Rock de Ken & Ryu : Sébastien